# Spinapecta alieniphaga
Spinapecta alieniphaga is een rechtvleugelig insect uit de familie sabelsprinkhanen (Tettigoniidae). De wetenschappelijke naam van deze soort is voor het eerst geldig gepubliceerd in 2005 door Naskrecki & Lopes-Andrade.